# Bicskei Gergely
Bicskei Gergely (? – Anagni, 1303) választott esztergomi érsek (1298/1299–1303)

## Élete
A Komárom vármegyében birtokos Koppány (Katapán) nemzetségből való. Jól képzett kánonjogászként 1291-ben lett székesfehérvári őrkanonok, 1295 áprilisában székesfehérvári prépost. 1298-ban esztergomi érsekké választották, bár ezt több magyar főpap élesen ellenezte.
Megválasztását többen érvénytelennek tekintették, és ezt alátámasztotta, hogy az Apostoli Szentszék még megválasztása után három évvel sem erősítette meg a magyar egyházszervezet élén. Végül a pápa sajátos félmegoldásként a Római Kúria személyes képviselőjévé, az érsekség gondnokává és kormányzójává nevezte ki — ez a megoldás a magyar egyház történetében példa nélküli volt. Bizonytalan helyzetében szigorúan tartotta magát a pápa útmutatásaihoz. Egyike lett (a főpapok közül egyedül) Károly Róbert legelső magyarországi támogatóinak, amivel viszont III. Andrást haragította magára. A király 1300. január eleje táján a nyílt szembeszegülés, az Anjou-trónigény leplezetlen, sőt tevékeny támogatása miatt elvette tőle az esztergomi várat és a bazilikát, miként az esztergomi ispán tisztét is. Mindezeket a vármegyében lévő királyi birtokok kezelésével egyetemben érdemes híveinek, Divék nembeli Barleusnak és Jaroszlónak adományozta.
III. András halála után sebtében (ahogy több történész fogalmaz: „puccsszerűen”, még 1301. május 13-a előtt egy alkalmi koronával királlyá koronázta Károly Róbertet. Ez a koronázás három feltétele közül egynek se felelt meg, mivel nem Székesfehérvárott volt és nem a Szent Koronával, Bicskeit pedig még nem iktatták be érsekké. Valószínűsíthető, hogy csapatuknak eleve erőszakkal kellett betörnie a Divékek uralta Esztergomba, ahol nem is maradhattak sokáig. 1301 augusztusában Vencel magyar király behívásának előkészítésére Kőszegi Iván megtámadta a várost, ahonnan Károly Róbertnek és az érseknek menekülnie kellett.
1303-ban VIII. Bonifác pápa Róma melletti palotájában, Anagniban tartózkodott érseki beiktatása ügyében, amikor IV. Fülöp francia király katonái megrohamozták, és elfoglalták az épületet. Bicskei Gergely elesett a küzdelemben, míg a pápa fogságba került, és bár hamarosan kiszabadult, az elszenvedett izgalmakba és megaláztatásba hamarosan maga is belehalt.